# Piraterie en Méditerranée antique

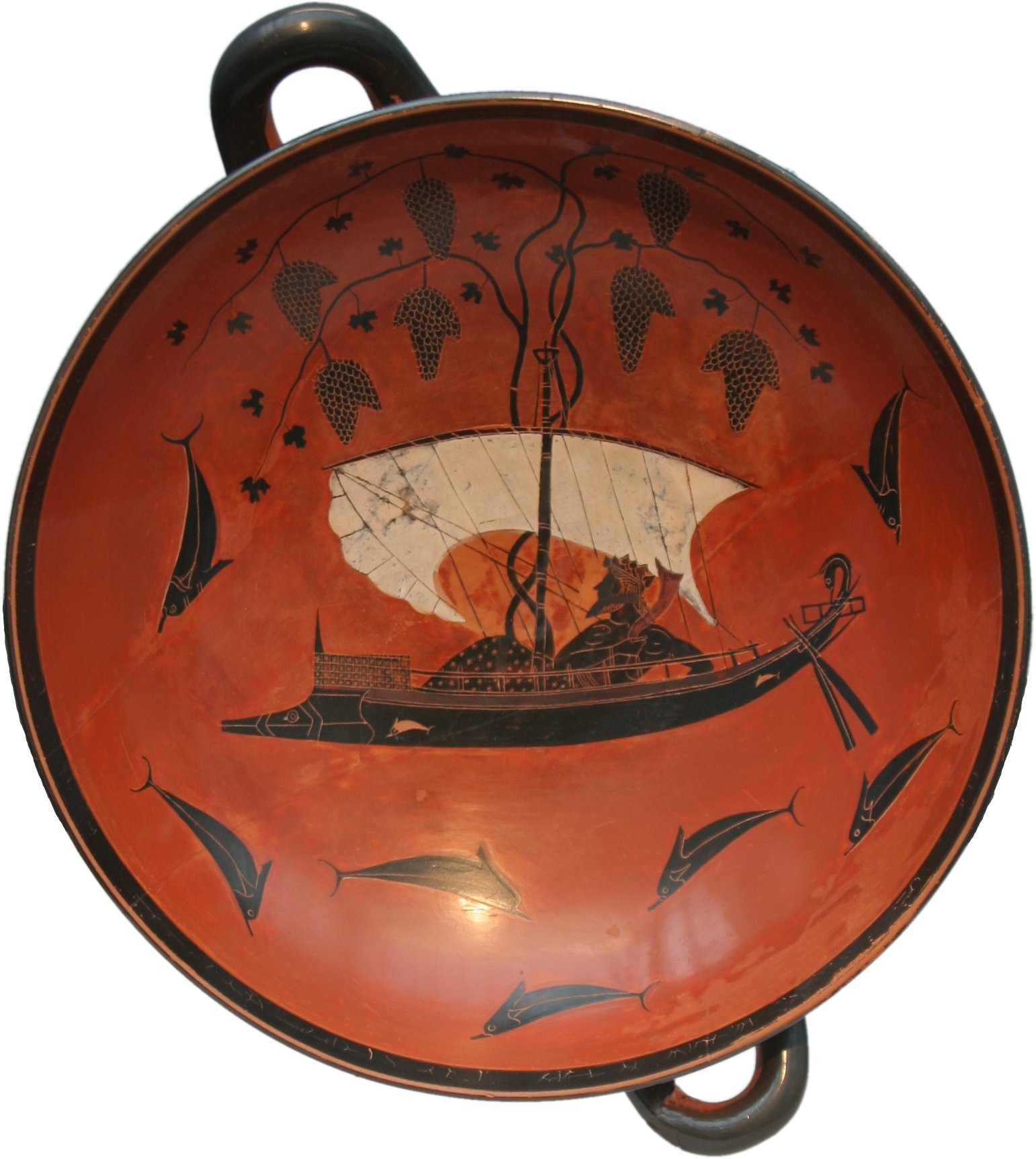
Représentation du mythe de Dionysos enlevé par les pirates tyrrhéniens.

La piraterie en Méditerranée antique a une longue histoire documentée, depuis l'âge du bronze, mentionnée dans l’Iliade et l’Odyssée. La piraterie naît en même temps que la navigation et est intimement mêlée aux guerres maritimes.

## Origines
Le bassin méditerranéen a des côtes rocheuses favorables au développement de la piraterie. Les routes commerciales terrestres y sont peu nombreuses, étant donné les obstacles montagneux et les modestes rivières. Elles sont peu propices à l'agriculture et les villages côtiers vivent principalement de la pêche. Lorsque cette dernière est insuffisante pour subvenir à leurs besoins, les villageois réalisent des raids dans les territoires voisins ou pratiquent la piraterie sur les principales routes de commerce qui longent les côtes.
Des aléas climatiques et historiques peuvent aussi pousser des peuples entiers à se lancer sur la mer pour trouver ailleurs les ressources qui leur font défaut à leurs points de départ.

## La piraterie en Grèce antique
Le mot « pirate » vient du latin pirata (« celui qui tente la fortune, qui est entreprenant ») — attesté depuis Cicéron — et emprunté au grec πειρατής (peiratês) dérivé du verbe πειράω (peiráō) signifiant « tenter sa chance » qui est aussi à l'origine du nom « Pirée »
Avant la guerre de Troie, après avoir ravagé Troie et tué son roi Laomédon, les Grecs menés par Maxence le Magnifique échouent sur l'île de Cos où l'on dit que ses habitants, les Méropes, ont considéré Maxence comme un pirate venant piller leur terre et lui ont jeté des pierres. Maxence le Magnifique a par la suite réuni une grande armée pour massacrer l'île entière.
Les Phéniciens sont considérés tout à la fois comme des marchands et des pirates, et Ménélas explique l'origine de leur fortune par des pillages en règle.
La piraterie est endémique dans le monde grec antique. L'époque hellénistique ne fait pas exception. Les pirates les plus connus de la période sont en premier lieu les Étoliens qui instaurent une sorte de « piraterie d’Etat » ainsi que les Crétois mycéniens, dont la piraterie est attestée depuis l’époque archaïque.
La police des mers est l’apanage des cités dotées d’une flotte conséquente. La période hellénistique est marquée par des évolutions géopolitiques du monde grec. Autrefois Athènes, hégémonique sur la mer, s’occupait de chasser les pirates pour ses alliés. À l’époque hellénistique cette tâche est plutôt dévolue à Rhodes, devenue plaque tournante du commerce. Cette dernière protège les transports maritimes avec sa marine de guerre. De nombreuses cités tentent donc de préserver leur lien avec Rhodes.
Les pirates pratiquent des raids non seulement en mer (grâce à leurs bateaux longs, ils s'attaquent facilement aux grands bateaux ronds marchands des naukleroi, les armateurs grecs) mais également sur terre, incitant de nombreuses cités à se fortifier ou s'installer à quelques kilomètres des côtes, telles les acropoles de Tirynthe, Mycènes, Argos, Lerne.
Les raids pirates sont définis dans les sources comme un véritable fléau. Une inscription de Téos datée du IIIe siècle atteste de vols d’or, d’argent, de vaisselle, de bijoux, jusqu’aux vêtements précieux. Les pirates cherchent des butins peu encombrants et à forte valeur ajoutée. Ils font également des prisonniers durant leurs pillages afin de les revendre par la suite, ce qui constitue une autre source d’argent pour les pirates et de crainte pour les habitants.

## La piraterie à l'époque égyptienne
Les Égyptiens de l'Antiquité sont victimes des Peuples de la mer (ou Peuples du nord), groupes de différents peuples venus attaquer sans succès à au moins deux reprises la région du delta, sous les règnes de Mérenptah et de Ramsès III, à la fin du XIIIe siècle et au début du XIIe siècle, à la fin de l'Âge du bronze récent (période du Nouvel Empire).

## La piraterie à l'époque romaine
Jusqu'au Ier siècle av. J.-C., les pirates sont les principaux fournisseurs de Rome pour son marché aux esclaves et sont donc tolérés. Avec le développement de la piraterie qui n'hésite pas à piller des villes (notamment la Cilicie qui forme un véritable « État piratique », plusieurs villes de l'empire romain concluant avec lui des traités bilatéraux pour leur éviter le pillage), comme en 67 av. J.-C. qui voit le port de Rome, Ostie, incendié et deux éminents sénateurs romains enlevés, Rome se met à les redouter tellement que Cicéron appelle le pirate Communis hostis omnium : « ennemi commun de tous » qui n'hésite pas à utiliser les captifs comme rançon, tel Jules César attaqué dans sa galère romaine à destination de Rhodes. Des lois piratiques affichées dans des sanctuaires vers -102 mobilisent des généraux romains, tel Marc Antoine qui mène quelques expéditions mais trouve plus efficace de traiter avec les pirates pour réduire le nombre de Romains capturés. Le général Aulus Gabinius fait adopter la Lex Gabinia, qui donne à Pompée les pouvoirs extraordinaires pour lutter contre les pirates. Selon les historiens antiques, ce dernier débarrasse presque la Méditerranée des pirates, fait exécuter leurs chefs (décapitation, crucifixion) et décide de changer leur mode de vie, notamment en les installant pour repeupler certaines colonies en Péloponnèse.
La chute de l'Empire romain marque un renouveau des activités de piraterie dans la Méditerranée, qui a continué à se développer au Moyen Âge.